# 非常时期 (2005年电影)
《非常时期》（英語：Harsh Times）是大卫·阿耶于2005年自编自导的一部美国犯罪动作片，也是他的导演处女作。影片以洛杉矶中南部为背景，由克里斯蒂安·贝尔（Christian Bale）和佛萊迪·羅利葛茲主演。影片由米高梅和鲍尔·马丁内斯娱乐公司发行。阿耶表示，影片中的人物主要取材于他居住在洛杉矶中南部时所认识的人。